# 2017 ワールド・ベースボール・クラシック メキシコ代表
2017 ワールド・ベースボール・クラシック メキシコ代表（2017 - メキシコだいひょう）は、2017年に開催された第4回ワールド・ベースボール・クラシックに出場した、野球のメキシコ代表チームである。

## 経緯
2015年
- 9月17日 - 第4回WBC予選の組み分けが発表され、メキシコは予選2組で開幕を迎えることとなった[1]。
- 12月 -  エドガー・ゴンザレスが代表監督を務めることが発表された[2]。

2016年
- 3月11日 - 第4回WBC予選代表選手が発表された[3]。
- 3月20日 - 予選2組決勝でニカラグアに勝利し、4大会連続の本選出場を決めた。
- 7月17日 - 日本代表と11月に同大会本戦を見据えて、東京ドームで強化試合を開催することを発表[4]。
- 8月26日 - 組み分けが発表され[5]、メキシコはD組で開幕を迎えることとなった。
- 10月13日 - キューバから亡命し、メキシコ国籍を持つヤシエル・プイグがメキシコ代表選出に興味があることを公表。代表監督のゴンザレスはプイグのこの公表を好意的に受け入れ、同時にメキシコ代表資格が有るマット・ブッシュ、クリス・デービス、アンソニー・レンドン、ダニー・エスピノーサ、A.J.ラモスの代表選出を検討していることを公表[6]。
- 12月1日 - 代表選手予備登録提出期限を迎えた[7]。
- 12月5日 - MLBがエイドリアン・ゴンザレス、オリバー・ペレス、ロベルト・オスーナの代表選出を発表した[8]。

2017年
- 1月16日 - 読売ジャイアンツのゼネラルマネージャーである堤辰佳がスタッフ会議にてルイス・クルーズが代表に参加するため2月下旬にチームを離れることを明言した[9]。
- 1月27日 - ミゲル・ゴンザレスが代表参加することになり、意気込みを語った[10]。
- 2月3日 - ブランドン・レアードが代表参加の意思を表明した[11]。
- 2月8日 - 代表選出選手28名が発表された[12]。
- 2月19日 - 代表に選出されていたクリス・デービスがシーズンを優先するため代表辞退した[13]。
- 2月20日 - 辞退したデービスの代替選手として、セバスチャン・エリサルデが選出された[14]。
- 2月24日 - 選出されていたダニエル・カストロが辞退し、代替選手としてルイス・ウリアスが選出された[15]。
- 3月2日 - 選出されていたハイメ・ガルシアが辞退し、代替選手としてダニエル・ロドリゲスが選出された[16]。
- 3月2日 - 選出されていたホルヘ・デラロサが辞退し、代替選手としてミゲル・アギラールが選出された[17]。

## 試合結果

### 公式練習試合

#### 3月7日
15:10試合開始、試合時間時間分、観衆人
| サンディエゴ・パドレス | - | メキシコ |

|          | 1        | 2        | 3        | 4        | 5        | 6        | 7        | 8        | 9        | R        | H        | E        |
| -------- | -------- | -------- | -------- | -------- | -------- | -------- | -------- | -------- | -------- | -------- | -------- | -------- |
| メキシコ | 不明の旗 | 不明の旗 | 不明の旗 | 不明の旗 | 不明の旗 | 不明の旗 | 不明の旗 | 不明の旗 | 不明の旗 | 不明の旗 | 不明の旗 | 不明の旗 |
| パドレス | 不明の旗 | 不明の旗 | 不明の旗 | 不明の旗 | 不明の旗 | 不明の旗 | 不明の旗 | 不明の旗 | 不明の旗 | 不明の旗 | 不明の旗 | 不明の旗 |

#### 3月8日
15:10試合開始、試合時間時間分、観衆人
| アリゾナ・ダイヤモンドバックス | - | メキシコ |

|                      | 1        | 2        | 3        | 4        | 5        | 6        | 7        | 8        | 9        | R        | H        | E        |
| -------------------- | -------- | -------- | -------- | -------- | -------- | -------- | -------- | -------- | -------- | -------- | -------- | -------- |
| メキシコ             | 不明の旗 | 不明の旗 | 不明の旗 | 不明の旗 | 不明の旗 | 不明の旗 | 不明の旗 | 不明の旗 | 不明の旗 | 不明の旗 | 不明の旗 | 不明の旗 |
| ダイヤモンドバックス | 不明の旗 | 不明の旗 | 不明の旗 | 不明の旗 | 不明の旗 | 不明の旗 | 不明の旗 | 不明の旗 | 不明の旗 | 不明の旗 | 不明の旗 | 不明の旗 |

### 第1ラウンドD組

#### 3月9日
20:10試合開始、試合時間3時間39分、観衆14,296人
| イタリア | 10 - 9 | メキシコ |

|          | 1 | 2 | 3 | 4 | 5 | 6 | 7 | 8 | 9  | R  | H  | E |
| -------- | - | - | - | - | - | - | - | - | -- | -- | -- | - |
| メキシコ | 1 | 0 | 1 | 2 | 3 | 0 | 2 | 0 | 0  | 9  | 13 | 1 |
| イタリア | 1 | 0 | 0 | 3 | 1 | 0 | 0 | 0 | 5x | 10 | 12 | 1 |

1. メ：ヨバニ・ガヤルド、フェルナンド・サラス、ビダル・ヌーニョ、カルロス・トーレス、ホアキム・ソリア、セルジオ・ロモ、ロベルト・オスナ、オリバー・ペレス
2. イ：アレッサンドロ・マエストリ、チアゴ・ダ・シルバ、パット・ベンディット、モリス、デマーク、トミー・レイン、ジョーダン・ロマノ
3. 勝利：ジョーダン・ロマノ（1勝）
4. 敗戦：ロベルト・オスナ（1敗）
5. 本塁打
メ：エステバン・キロス（1号）、ジャフェット・アマダー（1号）
イ：アンドレオリ（1号）、ロブ・セゲディン（1号）、クリス・コラベロ（1号）、ドリュー・ブテラ（1号）
6. 審判
［球審］ダン・ベリーノ
［塁審］ダグ・エディングス、サントス・カスティーヨ、ウィンフライド・バークベンス

#### 3月11日
20:40試合開始、試合時間3時間40分、観衆15,647人
| メキシコ | 4 - 9 | プエルトリコ |

|              | 1 | 2 | 3 | 4 | 5 | 6 | 7 | 8 | 9 | R | H  | E |
| ------------ | - | - | - | - | - | - | - | - | - | - | -- | - |
| プエルトリコ | 2 | 0 | 1 | 0 | 1 | 0 | 1 | 0 | 4 | 9 | 13 | 1 |
| メキシコ     | 1 | 0 | 0 | 0 | 0 | 0 | 3 | 0 | 0 | 4 | 7  | 1 |

1. プ：ロペス、ヘクター・サンティアゴ、ジョゼフ・コローン、アレックス・クラウディオ、エドウィン・ディアス
2. メ：ミゲル・ゴンザレス、サンチェス、ガエーゴス、フェルナンド・サラス、アギラール、ホアキム・ソリア
3. 勝利：ロペス（1勝）
4. 敗戦：ミゲル・ゴンザレス（1敗）
5. 本塁打
プ：フランシスコ・リンドーア（1号、2号）、ハビアー・バエズ（1号）
6. 審判
［球審］ダグ・エディングス
［塁審］ウィンフライド・バークベンス、クイン・ウォルコット、マイケル・ウロア

#### 3月12日
20:08試合開始、試合時間4時間44分、観衆15,489人
| ベネズエラ | 9 - 11 | メキシコ |

|            | 1 | 2 | 3 | 4 | 5 | 6 | 7 | 8 | 9 | R  | H  | E |
| ---------- | - | - | - | - | - | - | - | - | - | -- | -- | - |
| メキシコ   | 0 | 5 | 0 | 0 | 3 | 1 | 2 | 0 | 0 | 11 | 14 | 0 |
| ベネズエラ | 0 | 0 | 1 | 0 | 3 | 2 | 3 | 0 | 0 | 9  | 16 | 0 |

1. メ：ルイス・メンドーサ、カルロス・トーレス、ビダル・ヌーニョ、セルジオ・ロモ、サンチェス、オリバー・ペレス、ロベルト・オスナ
2. ベ：ヤスメイロ・ペティット、ウィル・レデズマ、デオリス・ゲラ、ブルース・ロンドン、カスティーヨ、インファンテ、ロベルト・スアレス、ホセ・アルバレス
3. 勝利：ルイス・メンドーサ（1勝）
4. セーブ：ロベルト・オスナ（1敗1S）
5. 敗戦：ヤスメイロ・ペティット（1敗）
6. 本塁打
メ：キロス（2号）、ブランドン・レアード（1号）
ベ：ビクター・マルティネス（1号）
7. 審判
［球審］クイン・ウォルコット
［塁審］ダグ・エディングス、マイケル・ウロア、サントス・カスティーヨ

## テレビ放映
| 試合                             | 放送局   | 放送局         |
| -------------------------------- | -------- | -------------- |
| 3月9日 メキシコ 対 イタリア      | J SPORTS | スポーツネット |
| 3月11日 プエルトリコ 対 メキシコ | J SPORTS | スポーツネット |
| 3月12日 メキシコ 対 ベネズエラ   | J SPORTS | スポーツネット |

## 代表選手

### 本戦ロースター
以下が代表選手であり、所属は同大会期間中のものとする。
| ポジション | 背番号 | 氏名                       | 英語表記              | 所属球団                           | 投 | 打 | 備考                                                   |
| ---------- | ------ | -------------------------- | --------------------- | ---------------------------------- | -- | -- | ------------------------------------------------------ |
| 監督       | 9      | エドガー・ゴンザレス       | Edgar Gonzalez        | 読売ジャイアンツ 駐米スカウト      |    |    |                                                        |
| コーチ     | 53     | リゴベルト・ベルトラン     | Rigoberto Beltran     |                                    |    |    | 投手コーチ                                             |
| コーチ     | 16     | ニック・レイバ             | Nick Leyva            |                                    |    |    | ベンチコーチ                                           |
| コーチ     | 37     | ボビー・マガヤネス         | Bobby Magallanes      |                                    |    |    | 三塁ベースコーチ                                       |
| コーチ     | 12     | アンソニー・メドラノ       | Anthony Medrano       |                                    |    |    | 一塁ベースコーチ                                       |
| コーチ     | 45     | ウンベルト・ソーサ         | Humberto Sosa         |                                    |    |    | ブルペン捕手                                           |
| コーチ     | 26     | アレックス・ペラヨ         | Alex Pelayo           |                                    |    |    | 打撃投手                                               |
| コーチ     | 56     | ホセ・シルバ               | Jose Silva            |                                    |    |    | ブルペンコーチ                                         |
| コーチ     | 34     | フェルナンド・バレンズエラ | Fernando Valenzuela   |                                    |    |    | 投手コーチ補佐                                         |
| 投手       | 31     | ミゲル・アギラル           | Miguel Aguilar        | アリゾナ・ダイヤモンドバックス傘下 | 左 | 左 |                                                        |
| 投手       | 49     | ヨバニ・ガヤルド           | Yovani Gallardo       | シアトル・マリナーズ               | 右 | 右 |                                                        |
| 投手       | 28     | ジオバニー・ガジェゴス     | Giovanny Gallegos     | ニューヨーク・ヤンキース           | 右 | 右 |                                                        |
| 投手       | 58     | ミゲル・ゴンザレス         | Miguel Gonzalez       | シカゴ・ホワイトソックス           | 右 | 右 |                                                        |
| 投手       | 39     | ルイス・メンドーサ         | Luis Mendoza          | 北海道日本ハムファイターズ         | 右 | 右 |                                                        |
| 投手       | 38     | ビダル・ヌーニョ           | Vidal Nuno            | ボルチモア・オリオールズ           | 左 | 左 |                                                        |
| 投手       | 18     | ロベルト・オスーナ         | Roberto Osuna         | トロント・ブルージェイズ           | 右 | 右 | のち千葉ロッテマリーンズおよび福岡ソフトバンクホークス |
| 投手       | 46     | オリバー・ペレス           | Oliver Perez          | ワシントン・ナショナルズ           | 左 | 左 |                                                        |
| 投手       | 10     | ダニエル・ロドリゲス       | Daniel Rodriguez      | サルティーヨ・サラペメーカーズ     | 左 | 左 |                                                        |
| 投手       | 54     | セルジオ・ロモ             | Sergio Romo           | ロサンゼルス・ドジャース           | 右 | 右 |                                                        |
| 投手       | 59     | フェルナンド・サラス       | Fernando Salas        | ニューヨーク・メッツ               | 右 | 右 |                                                        |
| 投手       | 55     | ジェイク・サンチェス       | Jake Sanchez          | オークランド・アスレチックス       | 右 | 右 |                                                        |
| 投手       | 48     | ホアキム・ソリア           | Joakim Soria          | カンザスシティ・ロイヤルズ         | 右 | 右 |                                                        |
| 投手       | 72     | カルロス・トーレス         | Carlos Torres         | ミルウォーキー・ブルワーズ         | 右 | 右 |                                                        |
| 捕手       | 14     | ソルヘ・カリージョ         | Xorge Carrillo        | ニューヨーク・メッツ傘下           | 右 | 右 |                                                        |
| 捕手       | 52     | セバスチャン・ヴァレ       | Sebastian Valle       | シアトル・マリナーズ傘下           | 右 | 右 |                                                        |
| 内野手     | 42     | ジャフェット・アマダー     | Japhet Amador         | 東北楽天ゴールデンイーグルス       | 右 | 右 |                                                        |
| 内野手     | 47     | ルイス・クルーズ           | Luis Alfonso Cruz     | 読売ジャイアンツ                   | 右 | 右 | 前千葉ロッテマリーンズ                                 |
| 内野手     | 23     | エイドリアン・ゴンザレス   | Adrian Gonzalez       | ロサンゼルス・ドジャース           | 左 | 左 |                                                        |
| 内野手     | 5      | ブランドン・レアード       | Brandon Laird         | 北海道日本ハムファイターズ         | 右 | 右 | のち千葉ロッテマリーンズ                               |
| 内野手     | 17     | エステバン・キロス         | Esteban Quiroz        | キンタナロー・タイガース           | 右 | 左 |                                                        |
| 内野手     | 13     | ホセ・マヌエル・ロドリゲス | Jose Manuel Rodriguez | モンクローバ・スティーラーズ       | 右 | 右 |                                                        |
| 内野手     | 3      | ルイス・ウリアス           | Luis Urias            | サンディエゴ・パドレス傘下         | 右 | 右 |                                                        |
| 外野手     | 66     | ホセ・アギラール           | Jose Aguilar          | ユカタン・ライオンズ               | 右 | 右 |                                                        |
| 外野手     | 20     | セバスチャン・エリサルデ   | Sebastian Elizalde    | シンシナティ・レッズ傘下           | 右 | 左 |                                                        |
| 外野手     | 24     | エフレン・ナバーロ         | Efren Navarro         | デトロイト・タイガース傘下         | 左 | 左 | のち阪神タイガース                                     |
| 外野手     | 15     | クリス・ロバーソン         | Chris Roberson        | モンテレイ・サルタンズ             | 右 | 両 |                                                        |
| 外野手     | 27     | アレックス・ベルドゥーゴ   | Alex Verdugo          | ロサンゼルス・ドジャース傘下       | 左 | 左 |                                                        |

#### 指名投手枠(入れ替え可能投手)
| 氏名                   | 英語表記      | 所属球団                   | 投 | 打 | 備考 |
| ---------------------- | ------------- | -------------------------- | -- | -- | ---- |
| アンドレス・アビラ     | Andres Avila  | アトランタ・ブレーブス傘下 | 右 | 右 |      |
| マルコ・エストラーダ   | Marco Estrada | トロント・ブルージェイズ   | 右 | 右 |      |
| カルロス・フィッシャー | Carlos Fisher | サンディエゴ・パドレス傘下 | 右 | 右 |      |
| ラファエル・マーティン | Rafael Martin | ワシントン・ナショナルズ   | 右 | 右 |      |
| マリオ・メサ           | Mario Meza    | シカゴ・カブス傘下         | 右 | 右 |      |
| イバン・サラス         | Ivan Salas    | カンペチェ・パイレーツ     | 左 | 左 |      |
| フリオ・ウリアス       | Julio Urias   | ロサンゼルス・ドジャース   | 左 | 左 |      |

#### 不参加選手

##### 選出されたが辞退した選手
| ポジション | 氏名               | 英語表記         | 所属球団                           | 投 | 打 | 備考           |
| ---------- | ------------------ | ---------------- | ---------------------------------- | -- | -- | -------------- |
| 投手       | ホルヘ・デラロサ   | Jorge De La Rosa | アリゾナ・ダイヤモンドバックス傘下 | 左 | 左 | 辞退           |
| 投手       | ハイメ・ガルシア   | Jaime Garcia     | アトランタ・ブレーブス             | 左 | 左 | 辞退           |
| 内野手     | ダニエル・カストロ | Daniel Castro    | コロラド・ロッキーズ傘下           | 右 | 右 | 辞退           |
| 外野手     | クリス・デービス   | Khris Davis      | オークランド・アスレチックス       | 右 | 右 | シーズンを優先 |

### 予選ロースター
以下が代表選手であり、所属は同大会期間中のものとする。尚、フリーエージェントだが、ウィンターリーグに参加した選手は、そちらの所属球団とする。
| ポジション | 背番号 | 氏名                     | 英語表記           | 所属球団                           | 投 | 打 | 備考 |
| ---------- | ------ | ------------------------ | ------------------ | ---------------------------------- | -- | -- | ---- |
| 監督       |        | エドガー・ゴンザレス     | Edgar Gonzalez     | 読売ジャイアンツ 駐米スカウト      |    |    |      |
| 投手       |        | アルマンド・アギラール   | Armando Aguilar    | ユカタン・ライオンズ               | 左 | 左 |      |
| 投手       |        | アンドレス・アビラ       | Andres Avila       | オークランド・アスレチックス傘下   | 右 | 右 |      |
| 投手       |        | アルトゥーロ・バラダス   | Arturo Barradas    | ベラクルス・レッドイーグルス       | 左 | 左 |      |
| 投手       |        | カルロス・ブスタマンテ   | Carlos Bustamante  | プエブラ・パロッツ                 | 右 | 右 |      |
| 投手       |        | カルロス・フィッシャー   | Carlos Fisher      | テキサス・レンジャーズ傘下         | 右 | 右 |      |
| 投手       |        | ジオバニー・ガジェゴス   | Giovanny Gallegos  | ニューヨーク・ヤンキース傘下       | 右 | 右 |      |
| 投手       |        | ヘスス・ガルシア         | Jesus Garcia       | ティフアナ・ブルズ                 | 右 | 右 |      |
| 投手       |        | スティーブン・ランダズリ | Stephen Landazuri  | シアトル・マリナーズ傘下           | 右 | 右 |      |
| 投手       |        | オリバー・ペレス         | Oliver Perez       | ワシントン・ナショナルズ           | 左 | 左 |      |
| 投手       |        | ダニエル・ロドリゲス     | Daniel Rodriguez   | ボルチモア・オリオールズ傘下       | 左 | 左 |      |
| 投手       |        | ジェイク・サンチェス     | Jake Sanchez       | オークランド・アスレチックス傘下   | 右 | 右 |      |
| 投手       |        | マーク・セラーノ         | Mark Serrano       | ティフアナ・ブルズ                 | 右 | 左 |      |
| 投手       |        | ハビエル・ソラーノ       | Javier Solano      | モンテレイ・サルタンズ             | 右 | 右 |      |
| 投手       |        | アレハンドロ・ソト       | Alejandro Soto     | オアハカ・ウォーリアーズ           | 左 | 左 |      |
| 捕手       |        | ソルヘ・カリージョ       | Xorge Carrillo     | ニューヨーク・メッツ傘下           | 右 | 右 |      |
| 捕手       |        | ウンベルト・ソーサ       | Humberto Sosa      | ベラクルス・レッドイーグルス       | 右 | 右 |      |
| 捕手       |        | セバスチャン・ヴァレ     | Sebastian Valle    | ニューヨーク・ヤンキース傘下       | 右 | 右 |      |
| 内野手     |        | エイドリアン・ゴンザレス | Adrian Gonzalez    | ロサンゼルス・ドジャース           | 左 | 左 |      |
| 内野手     |        | ウォルター・イバラ       | Walter Ibarra      | アリゾナ・ダイヤモンドバックス傘下 | 右 | 両 |      |
| 内野手     |        | アレックス・メヒア       | Alex Mejia         | セントルイス・カージナルス傘下     | 右 | 右 |      |
| 内野手     |        | アガスティン・ムリーヨ   | Agustin Murillo    | チャロス・デ・ハリスコ             | 右 | 右 |      |
| 内野手     |        | フアン・ペレス           | Juan Perez         | シンシナティ・レッズ傘下           | 右 | 左 |      |
| 内野手     |        | イスマエル・サラス       | Issmael Salas      | ベラクルス・レッドイーグルス       | 右 | 右 |      |
| 内野手     |        | ホルヘ・バスケス         | Jorge Vazquez      | キンタナロー・タイガース           | 右 | 右 |      |
| 外野手     |        | セバスチャン・エリサルデ | Sebastian Elizalde | シンシナティ・レッズ傘下           | 右 | 左 |      |
| 外野手     |        | レオ・エラス             | Leo Heras          | ヒューストン・アストロズ傘下       | 右 | 左 |      |
| 外野手     |        | エフレン・ナバーロ       | Efren Navarro      | シアトル・マリナーズ傘下           | 左 | 左 |      |
| 外野手     |        | エステバン・キロス       | Esteban Quiroz     | キンタナロー・タイガース           | 右 | 左 |      |